# Караїндаш I
Караїндаш I (д/н — бл. 1415 до н. е.) — цар Вавилону близько 1440—1415 до н. е. Припиняється агресивна зовнішня політика. Мав титул — цар Вавилону, цар Шумеру і Аккаду, цар касситів, цар Кардуніашу (Південної Месопотамії).

## Життєпис

Вавилонське царство

Походив з Каситської (III Вавилонської) династії. Син Агума III. Посів трон між 1447 та 1440 роками до н. е. В цей же час надіслав багаті подарунки єгипетському фараону Тутмосу III (або навіть особисто зустрівся з ним). Точний рік цього невідомий: за одними гипотезами сталася під час 8-го походу фараона або 11 (навіть 14) походу. В Єгипті розцінили подарунки як визнання зверхності Єгипта над Вавилоном. Караїндаш I розглядав фараона як союзника у протистоянні з Мітанні, що стало гегемоном у Північній Месопотамії.
Іншою подією, що належить до правління цього царя є прикордонна угода (ріксу)) з Ашшур-бел-нішешу, володарем Ашшура, яку укладено близько 1415 року до н. е. Вона загалом підтверджувала договір вавилонського царя Бурна-Буріаша I з Пузур-Ашшуром III.
Відомий Караїндаш I зведеним храмом в місті Урук. Його планування нагадувала культові будівлі народів, що населяли передгір'я Загросу, а ніші і виступи цегляних стін його фасаду були заповнені фігурами божеств і символічним орнаментом. В одному з написів з цього храму Караїндаш називає себе «улюбленим пастухом Інанни». Фрагмент фасаду цього храму наразі зберігається в Передньоазійському музеї в Берліні.
На момент смерті Вавилонське царство перебувало на військовому, господарському та культурному піднесенні. Спадкував син Кадашман-Харбе I.